# Treppenhaus

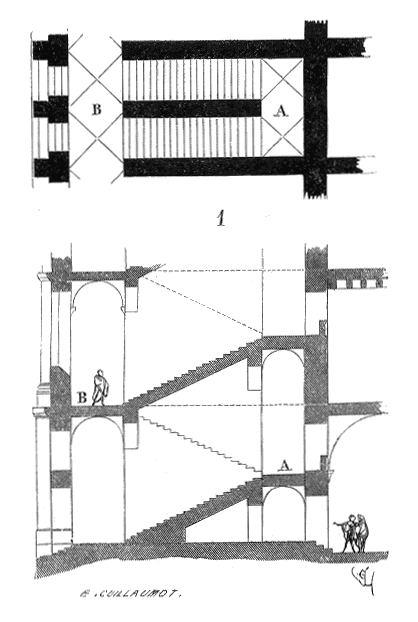
Grundriss und Schnitt eines Treppenhauses

Als Treppenhaus (Österreich: Stiegenhaus; Bauordnungsrecht: Treppenraum) bezeichnet man einen Gebäudeteil oder den Raum in einem Gebäude, in dem sich eine Treppe befindet, die mehrere Geschosse vertikal miteinander verbindet.
Das Treppenhaus dient der vertikalen Erschließung aller angeschlossenen Ebenen eines mehrgeschossigen Gebäudes und ist dessen funktionaler Bestandteil. Im oder am Treppenhaus sind oft auch die Zugänge zu den Aufzugsanlagen untergebracht.

## Begriffe
Die Decke eines Treppenhauses, die oberste horizontale Decke, nicht aber die Untersicht von Podesten, wird auch Treppenspiegel genannt. Dies ist eine Anlehnung an den Begriff Deckenspiegel.

### Innenliegendes Treppenhaus
Innenliegende oder interne Treppenhäuser liegen innerhalb der Gebäudekubatur.
Sie haben keine Wand an einer Außenseite des Gebäudes und somit, abgesehen von Oberlichtern, keine Fenster, die für natürliches Licht, Belüftung und Entrauchung sorgen können.

### Außenliegendes Treppenhaus
Außenliegende Treppenhäuser sind der Normalfall. Sie liegen an einer Außenwand und können über Fenster belichtet, belüftet und entraucht werden.

### Außentreppen
Außentreppen liegen außerhalb der Kubatur des eigentlichen Gebäudes und sind in der Regel über Brücken oder Stege mit dem eigentlichen Gebäude verbunden. Sie benötigen nicht unbedingt einen Treppenraum. Bei freistehenden Treppen ohne Treppenraum ist der Schutz vor Schnee und Eis zu beachten.
In der Architekturgeschichte gab es die Bauform des Treppenturmes mit rundem und polygonalem Grundriss, der in der Regel eine Wendeltreppe enthielt.
Heutzutage sind externe Treppenhäuser eher funktional gehalten und enthalten meist sicher zu begehende zweiläufige Treppen. Wendeltreppen sind problematisch bei der Zulassung als Fluchttreppe.

### Fluchttreppenhaus

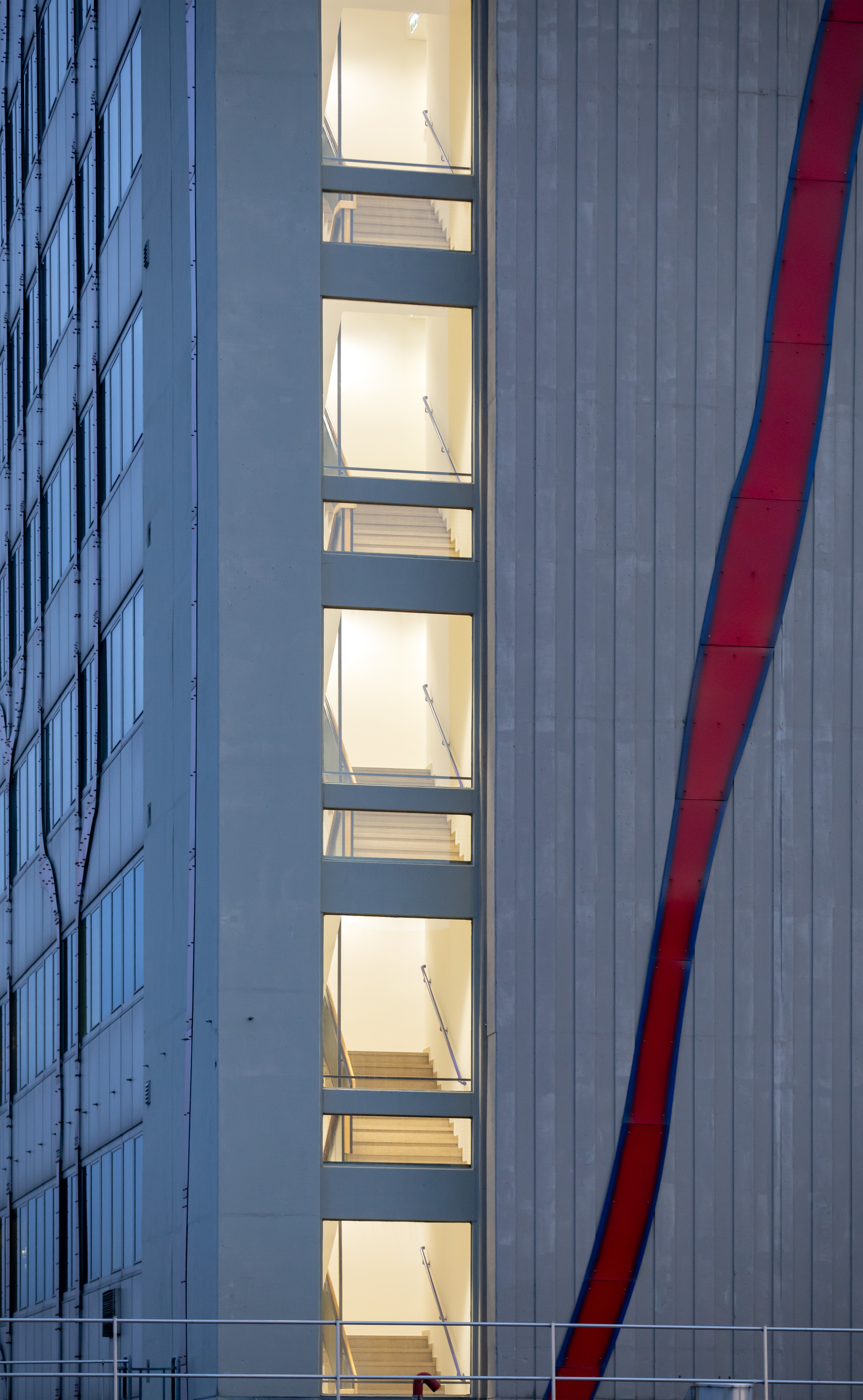
Treppenhaus eines Bürogebäudes

Treppen, die als Flucht- und Rettungsweg für Menschen dienen, die sich in den oberen Geschossen eines Gebäudes aufhalten, werden im Bauordnungsrecht notwendige Treppen genannt. Aus Gründen des vorbeugenden Brandschutzes werden an die entsprechenden notwendigen Treppenräume besondere Forderungen gestellt. Diese unterscheiden sich je nach den Anforderungen in den Bauordnungen der Länder entsprechend der Gebäudehöhe und der Art der Nutzung.
Insbesondere darf der Treppenraum keine weiteren Funktionen aufnehmen, keine bedeutenden Brandlasten durch leichtentflammbare Materialien enthalten und muss zu anderen Nutzungseinheiten gegebenenfalls durch Rauchschutz- oder Brandschutztüren abgeschlossen sein. Wenn das Treppenhaus nicht an der Außenwand des Gebäudes liegt und auf den Treppenpodesten zu öffnende Fenster hat, werden mechanische Vorrichtungen zum Rauchabzug am höchsten Punkt des Treppenhauses und unter Umständen eine Sicherheitsbeleuchtung gefordert.
Eine besondere Form stellt das Sicherheitstreppenhaus dar, an das besonders hohe Anforderungen gestellt werden, z. B. weil kein weiterer Rettungsweg vorhanden ist.
Die Benutzung eines evtl. vorhandenen Aufzuges ist im Brandfall in der Regel nicht zulässig.

## Architektur
In der Architekturgeschichte wurden die Haupttreppenhäuser oft prachtvoll ausgeschmückt und dienten vor allem Repräsentationszwecken. Ein Beispiel sind die auch als Wendelstein bezeichneten Treppentürme im Schlossbau der Renaissance. Im Barock wurden die an den Eingang anschließenden Vestibüle mit repräsentativen Treppenhäusern zu einer baulichen Einheit verschmolzen. Zur Zeit des Historismus entstanden in Europa zahlreiche Villen, die über je eine repräsentative, zweigeschossige Treppenhalle verfügten. Diese prächtigen Zentralräume waren im Prinzip eine Weiterentwicklung der eingeschossigen englischen Hallen (Wohnhallen), in die (zumeist in einer Raumecke) ein repräsentativer Treppenlauf eingebaut war, der – die Wohnhallen-Decke durchdringend – zum Obergeschoss führte.

## Konstruktion
Schachttreppen sind zweiläufige U-Treppen mit Halbpodest und Hauptpodest, bei denen anstelle eines Treppenauges eine Treppenhauswand zu finden ist. Die Treppenläufe können beidseitig in der Wand aufgelagert sein. Dies ist die einfachste Konstruktionsform.
Die Treppenläufe können beidseitig von den Treppenhauswänden durch eine Fuge getrennt und nur auf den Podesten aufgelagert sein. Dies wird aus Gründen des Trittschallschutzes heute bevorzugt, da es dann ausreicht, die Podeste an wenigen Stellen elastisch auf den Treppenhauswänden aufzulagern.
Die Treppenläufe können auch samt den Podesten mit der einen zentralen Wandscheibe zwischen den Treppenläufen verbunden sein und ringsum durch eine Fuge von den Umfassungswänden getrennt sein.

## Beleuchtung
Eine Treppenhausbeleuchtung ist aus Sicherheitsgründen in jedem Falle vorzusehen. Auch bei Treppen im Freien sollte eine Treppenbeleuchtung unbedingt vorhanden sein. Um ein Ein- und Ausschalten jeweils am Anfang und am Ende der Treppe zu ermöglichen, sind entsprechende elektrische Schaltungen zu verwenden. Es kann auch sinnvoll sein, die Beleuchtung mit einer Zeitschaltung zu versehen, so dass die Beleuchtung nur für einen ausreichend langen Zeitraum eingeschaltet bleibt. Auch der Einbau eines Bewegungsschalters kann sinnvoll sein. Auf dem Markt sind auch Handläufe mit integrierter Beleuchtung (Licht im Handlauf) erhältlich, bei denen das Licht direkt auf die Trittstufen gelenkt und damit für zusätzliche Sicherheit gesorgt wird.

## Juristische Aspekte
Im Wohnungseigentumsrecht gilt das Treppenhaus als Gemeinschaftseigentum, weil es für den Bestand und die Sicherheit des Gebäudes erforderlich ist, sofern es sich nicht innerhalb einer Wohnung befindet, sondern zur Erschließung der Wohnung notwendig ist. Somit wird die Erschließungstreppe von allen Wohnungseigentümern gemeinsam verwaltet und in Stand gehalten.
Weil das Treppenhaus Gemeinschaftseigentum darstellt, darf ein Wohnungseigentümer den Bereich vor seiner Wohnungseingangstür nicht in eine Garderobe umwandeln und so ein Sondereigentumsrecht begründen.

## Ausgestaltungsbeispiele

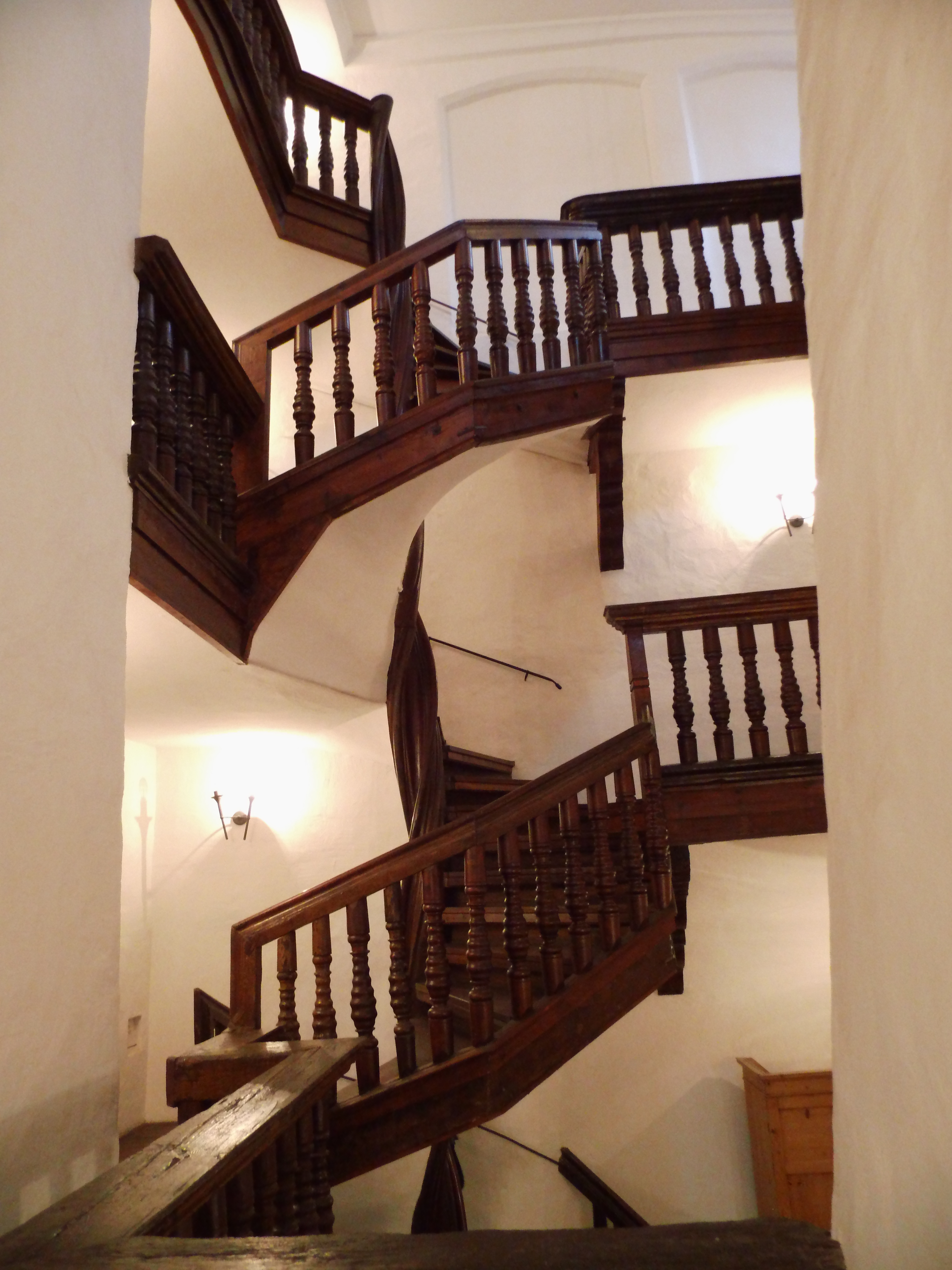
Historisches Treppenhaus in Görlitz (Foto von 2013)
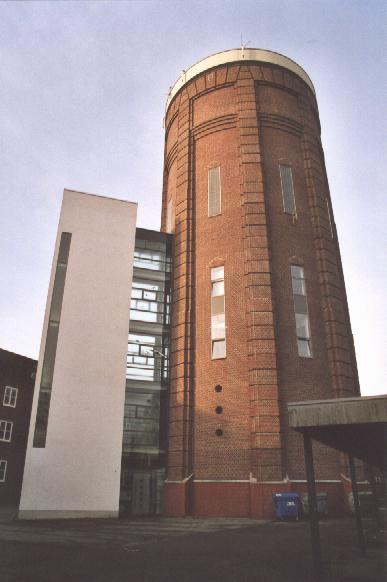
Außentreppe am Wasserturm Bocholt
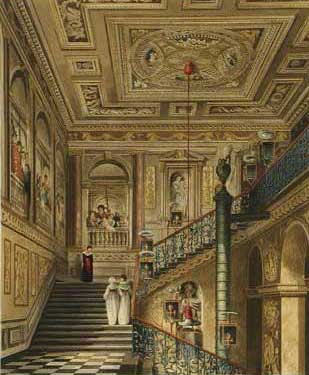
Innenliegendes Treppenhaus Kensington Palace
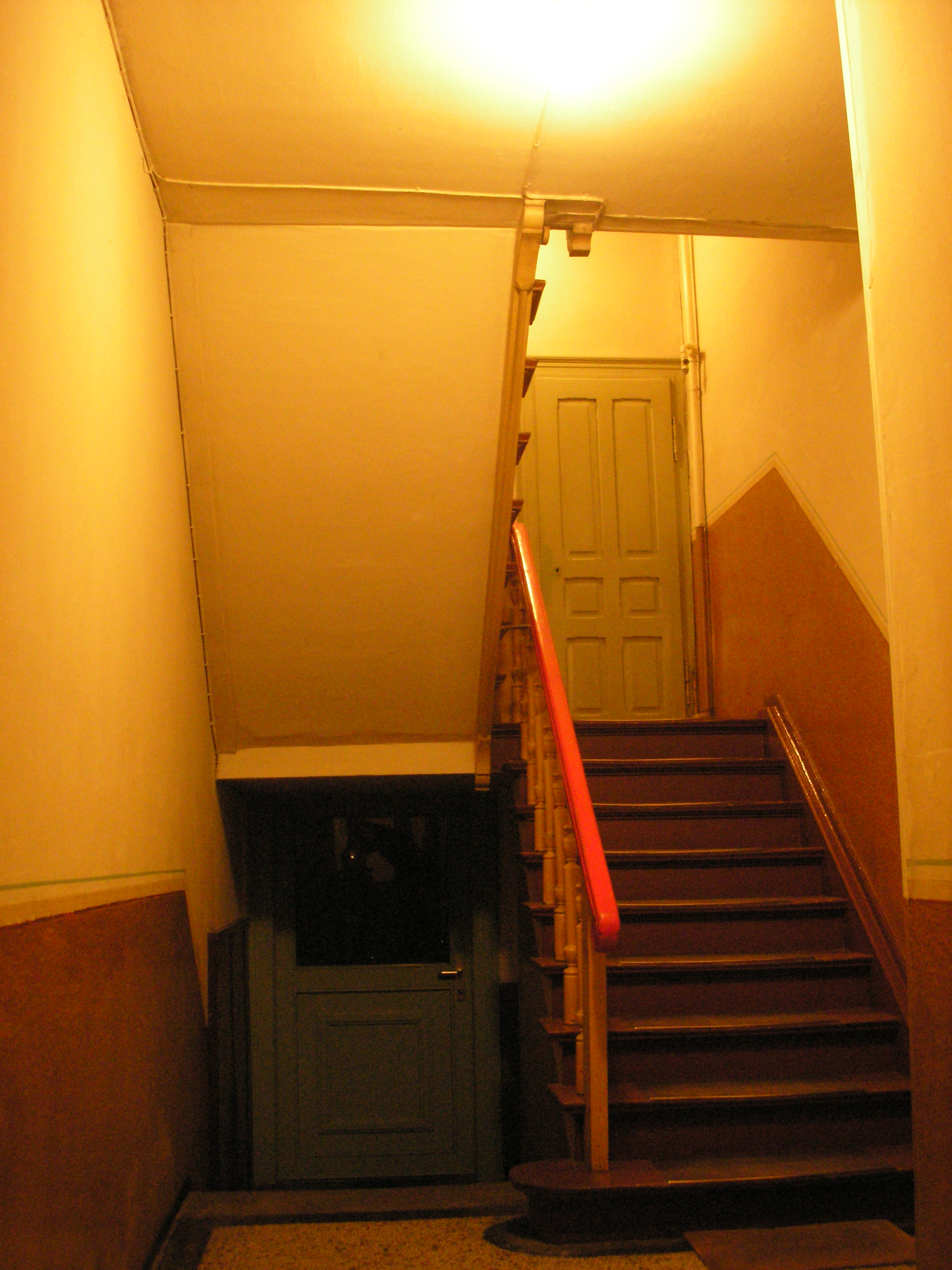
Treppenhaus in einem Mietshaus aus der Zeit um 1900
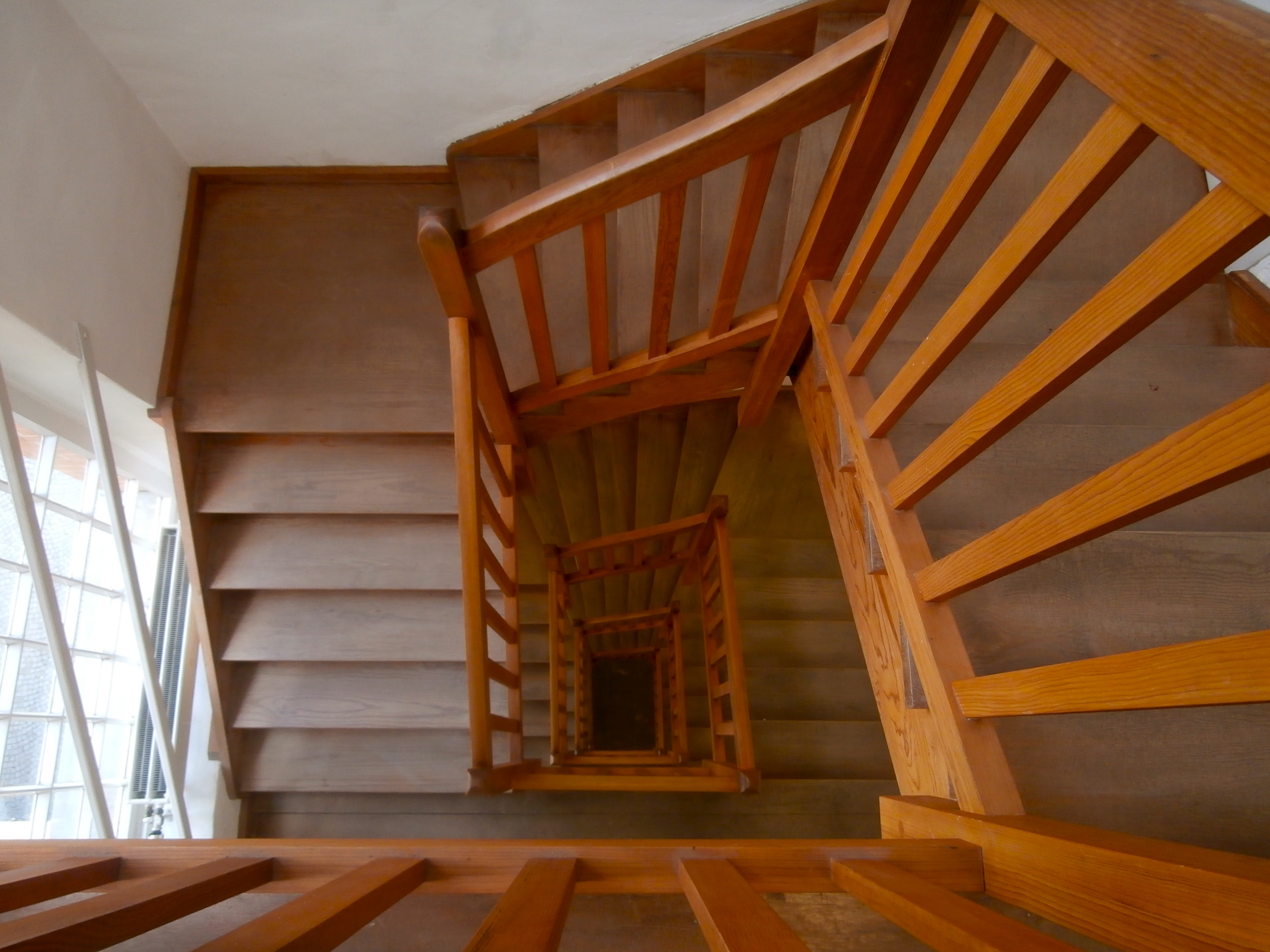
Treppenhaus mit Treppenauge
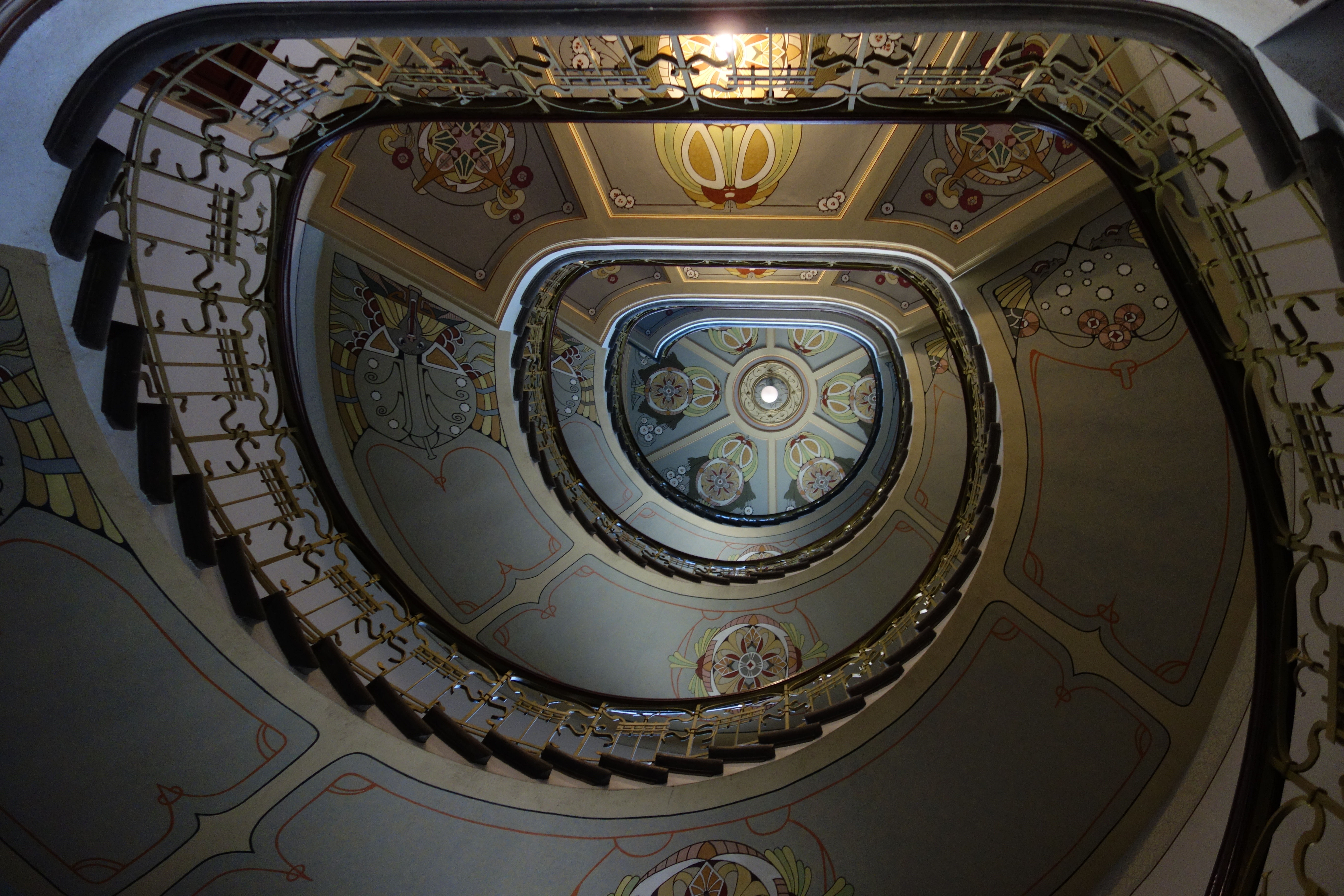
Auge eines Jugendstiltreppenhauses in Riga